# Xishuipo
Xishuipo (西水坡S, XīshuǐpōP) è un sito neolitico della città di Puyang, nella provincia cinese dell'Henan, associato alla cultura di Yangshao. Risale alla metà del V millennio a. C.
Il sito è stato oggetto di scavo dal 1987 al 1988 e vi sono state rinvenute 186 sepolture, in una delle quali, la tomba M45, vi era il corpo di un maschio adulto alto al fianco di due mosaici formati da gusci di conchiglie bianche, un disegno raffigurante una tigre a destra e un disegno di un drago a sinistra. Mosaici di conchiglie sono stati trovati anche in due depositi vicini. Oltre ai resti dell'uomo, sono stati rinvenuti i corpi di tre bambini. Alcuni archeologi ritengono che l'uomo fosse uno sciamano o comunque un capo religioso.
Le figure dei due animali sono ritenute le prime raffigurazioni dei punti cardinali, ovvero il "Drago blu dell'Est" e la "Tigre bianca dell'Ovest", uno dei temi artistici più diffusi del periodo Han.
La figura del drago misura 1,78 m x 0,67 m ed è la più antica immagine di un drago mai scoperta nell'archeologia cinese, il ché la rende nota come "primo drago della Cina", risalente a oltre 6400 anni fa.